# 乙葉っスル
乙葉っスル（おとはっする）とは、乙葉をパーソナリティとする、ハイパーナイト枠のラジオ番組である。名古屋のCBCラジオをキーステーションとして放送されていた。
2002年6月3日放送開始。2006年9月28日終了。

## 放送終了時のネット局
いずれもジャパン・ラジオ・ネットワーク（JRN）系列。
- 中部日本放送 - 制作局
- 秋田放送 (木曜23:30)
- 信越放送 (日曜22:00) - 放送エリアが乙葉の故郷の長野県全域をカバーしている
- 西日本放送 (月曜18:30)

## 放送終了以前に終了、休止したネット局
- 山形放送
- 高知放送
- 琉球放送

## 主なコーナー
- 本日のポエム

リスナーから寄せられたポエムを乙葉が紹介するコーナー。
- 乙葉のためいき

乙葉が日ごろ思っていることをポエムにして朗読するコーナー。
- 乙葉の言の葉塾

もともとあることわざや四字熟語をアレンジしたり、オリジナル標語を作ったりするコーナー。
リスナーからの作品に乙葉が「ウマイ!」、「ややうま」、「ボツ」の3段階で評価し、見事「ウマイ!」を5回GETしたリスナーには、乙葉の激レア生写真をプレゼント。
- 懺悔の階段

リスナーから日々の中で犯してしまった罪を告白するコーナー。
語られる罪が許されるものなら心優しい「天使乙葉」が、逆に、その罪が許されざるものなら「ダークネス乙葉」が待っている。
- 発見!乙葉を見た!

普段、実際に目撃しなくても、「乙葉ならこんな所で、こんな事をしてそうだぞ」という想像力あふれる架空の目撃談を募集するコーナー。なお、現在は「発見!あの人を見た!」にリニューアルし、対象は乙葉とは限らなくなった。
- ハッスル･チョイス

リスナーから乙葉が思わず「えー!どっち選ぼうか、迷っちゃう…」というような選択（2択）を募集し、乙葉がその2択のうち、どっちかを選び、その理由と共に語っていくコーナー。
- ガラスのお面

乙葉に演じてほしい簡単な役柄、短いストーリー、1行程度のセリフを募集。
乙葉と相手役・ハッスルおじさんの2人がいろいろなキャラクターに/返信して演じる。
演技の判定は、番組スタッフ・奈良さんが行う。
- シンクロ・ハッスル

乙葉とシンクロおじさんがシンクロしそうな質問を5つ考えて募集。
質問5つ全部シンクロに失敗したときは、罰ゲームとなる。
- Web限定乙葉のボヤキ

Web限定ミニコーナー。乙葉の日々の生活の中でのボヤキが聞ける。
そのほか、コーナー以外の普通のおたよりも募集している。

## 備考
- 2004年10月28日の放送は、「乙葉の言の葉塾」のコーナーに空振りの女王という（この番組専用のラジオネームの愛称）ハッスルネームがいたが、これは美勇伝（当時モーニング娘。）の石川梨華であった。彼女がCBCでこの番組の後にやっているちゃんちゃか☆チャーミー!の企画で、この番組にリスナーを装ってネタを投稿しようというものがあり、前記コーナーにネタを3つ投稿し、そのうち1つでも「ウマイ!」が出れば合格、出なければ罰ゲームを受けることになっていたが、結果は全て「ややうま」だったため、石川は罰ゲームを受けることになった。乙葉は石川宛にこの番組特製のクリアファイルを手紙付きで送った。